# Herbert Swoboda (Leichtathlet)
Herbert Swoboda (* 19. September 1945 in Kempten; † 28. Februar 2019) war ein deutscher Leichtathlet.

## Sportliche Karriere
Herbert Swoboda begann beim TV 1856 Kempten und wechselte dann zum USC Mainz.
Bei den Deutschen Meisterschaften 1973 gewann Swoboda den Zehnkampf und 1974 wurde er Dritter. In der Mannschaftswertung gewann er mit dem Mainzer Team 1970, 1973, 1974 und 1976.
Bei der Universiade 1973 in Moskau gab er nach sechs Disziplinen auf. Herbert Swoboda trat zwischen 1968 und 1976 zehnmal im Nationaltrikot an.
Von 1978 bis 2010 war er an der Johannes Gutenberg-Universität Mainz in der Ausbildung der Sportstudierenden tätig, wobei sein Schwerpunkt neben der Leichtathletik beim Tennis lag.